# Fortezza Bastiani
Fortezza Bastiani è un film del 2002 diretto da Michele Mellara e Alessandro Rossi.
La pellicola è ambientata nel 2000, in un appartamento nel centro storico di Bologna dove vivono cinque ragazzi, quasi tutti al termine del loro percorso accademico. L'appartamento viene soprannominato dai suoi inquilini "Fortezza Bastiani", in onore all'omonima fortezza del romanzo Il deserto dei Tartari di Dino Buzzati.

## Trama
Quattro ragazzi condividono un appartamento nel centro di Bologna: Queen Mary, che si prepara al concorso pubblico per diventare insegnante e che fa la cuoca per passione; Benna, eterno studente di Giurisprudenza; Pedro, attore underground argentino; Milla, giovane studentessa di Scienze dell'Educazione; un quinto occupante, il "Marchigiano", è sempre assente.
I quattro si stanno riavendo dai postumi di una festa piuttosto movimentata, quando arriva Napoleon, uno studente avviato a una buona carriera e senza scrupoli, un tempo amico dei quattro ma ormai distante per motivi di scelte personali e ideali. Il suo arrivo viene accolto con un misto di ironia e freddezza (in particolare da Queen Mary, alla quale era legato da una relazione) e ben presto sconvolge gli equilibri della "Fortezza". Frattanto, fa il suo ritorno nell'appartamento anche il già laureato Rubin, originario di Caserta, intenzionato a portare avanti la sua carriera accademica.
Ricomincia così la vita accademica con il nuovo anno accademico, fra code alla mensa, giornate di studio in biblioteca, chiacchierate al bar ed esami da preparare, anche se ormai la fine s'intravede. Stanco di vedersi mantenuto dal padre, Benna decide di cercarsi un lavoro. Milla subisce il trauma di un esame più simile a un'allucinazione che a una trasmissione di sapere. Pedro, impegnato nella preparazione di un nuovo spettacolo insieme con gli altri membri del suo gruppo teatrale, Vlad e Max, s'innamora della splendida Malinda.
Rubin continua a fare uso di marijuana e a litigare con qualche professore. In questo caos, Napoleon propone a Queen Mary di andarsene definitivamente da Bologna. La notizia mette i giovani abitanti della "Fortezza" di fronte a una scelta molto dura: continuare a rimanere saldamente ancorati ai loro principi o incominciare a sporcarsi le mani con il mondo reale.

## Distribuzione
Il film è uscito nelle sale cinematografiche il 25 ottobre 2002.

## Promozione
Il film è stato presentato in vari festival cinematografici, come il Los Angeles Italian Film Festival, il Belgrado Italian Film Festival e il Rovigno Film Festival.

## Riconoscimenti
I due registi del film hanno ricevuto una nomination ai David di Donatello 2003 per il premio come Migliore regista esordiente (andato poi a Daniele Vicari per Velocità massima). Ha ricevuto inoltre il Premio Miglior Esordio Officinema – Visioni Italiane 2002 e il Premio Kossyra Festival del Mediterraneo 2003.